# قلعه قدیمی هلیوه
قلعه قدیمی هلیوه مربوط به دوره ساسانیان - دوران‌های تاریخی پس از اسلام است و در بخش کلات مورموری، روستای هلیوه واقع شده و این اثر در تاریخ ۷ مرداد ۱۳۸۲ با شمارهٔ ثبت ۹۲۷۴ به‌عنوان یکی از آثار ملی ایران به ثبت رسیده‌است.